# Monasterio de Nuestra Señora de Prado
El Monasterio de Nuestra Señora de Prado es un antiguo complejo monacal ubicado cerca del río Pisuerga, en la ciudad de Valladolid.

## Historia

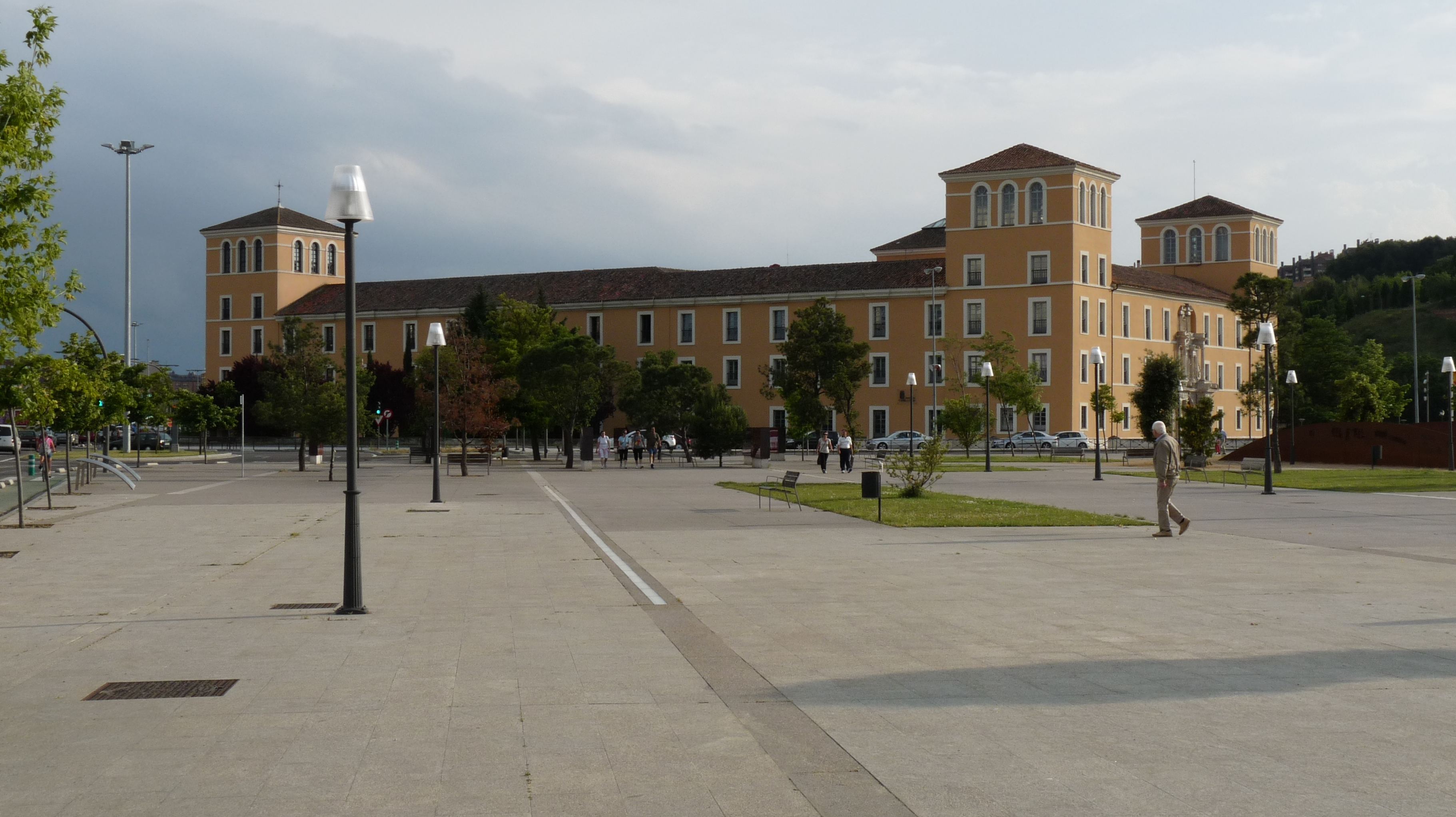
Vista del monasterio

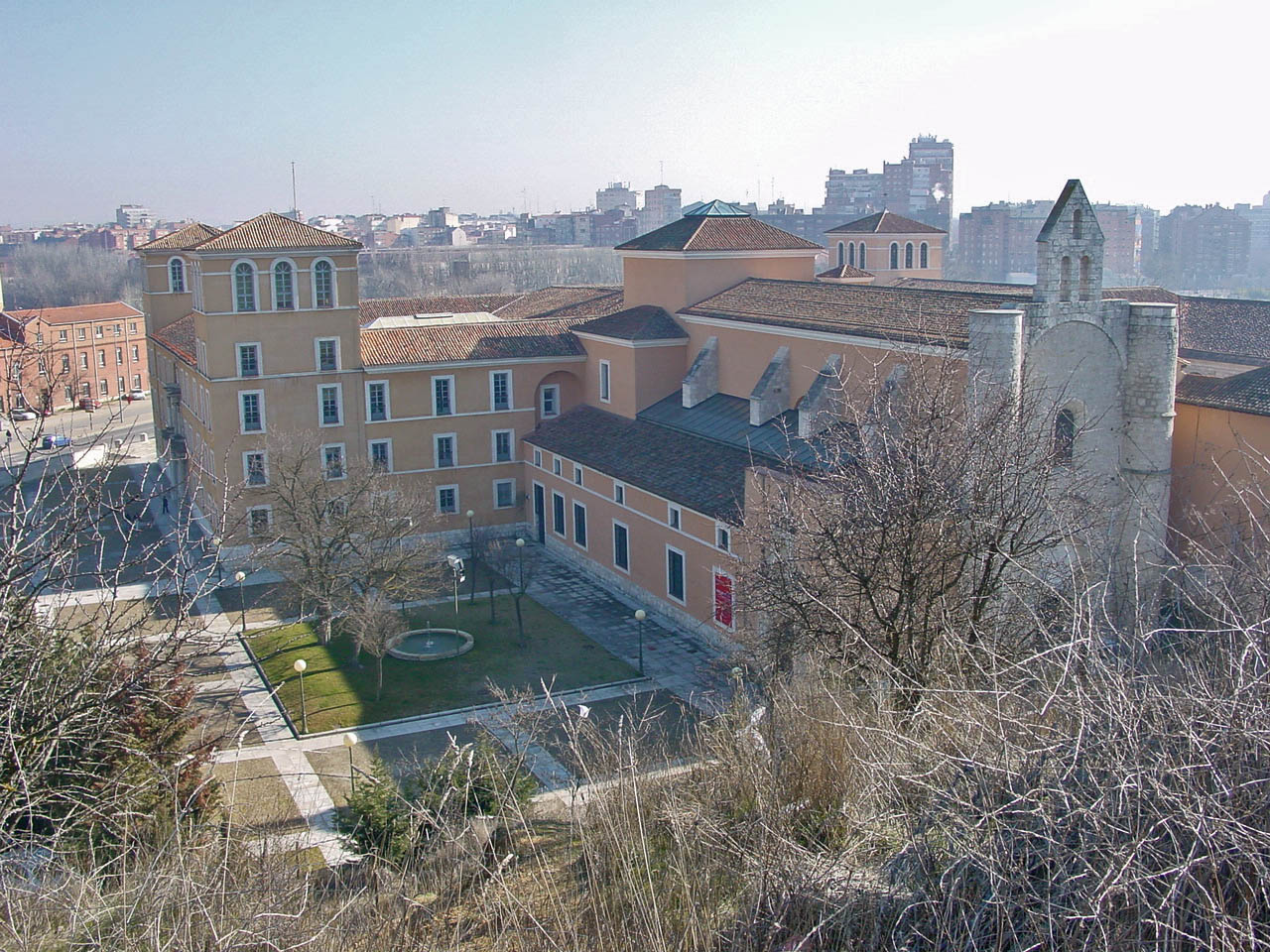
Vista superior del monasterio

Fue en 1440 cuando los jerónimos se instalaron en este monasterio, donde antes hubiera una ermita dedicada a la Virgen del Prado. Hacia 1481, por disposición de los Reyes Católicos, se instaló la Real Imprenta de Bulas, donde se imprimieron las Bulas de Cruzada. De esta actividad tomó el nombre el «Claustro de Bulas». Fue entonces cuando alcanzó fama, aunque hubo reformas posteriores en 1673 y 1726. Sufrió los embates de la Guerra de la Independencia y del Trienio Liberal pero no fue hasta 1835 cuando fue exclaustrado para finalmente pasar a manos del servicio público.
En 1899 fue convertido en Manicomio Provincial debido a un incendio en la Casa del Cordón en 1898, tarea por la que fue ocupado hasta mediados del siglo XX. Tras ello quedó en estado de abandono y fue decayendo paulatinamente ya considerado como Bien de Interés Cultural. Hoy es sede de la Consejería de Cultura, Turismo y Deporte de la Junta de Castilla y León. Si bien naciera en un espacio alejado del centro del núcleo urbano, ahora está situada en una zona accesible, junto a la cuesta de Parquesol y junto al edificio de las Cortes de Castilla y León y al de la Federación Regional de Municipios y Provincias; además de junto al Museo de la Ciencia y el Auditorio Miguel Delibes y otros elementos patrimoniales como el Puente Colgante de la ciudad.

## Estilo

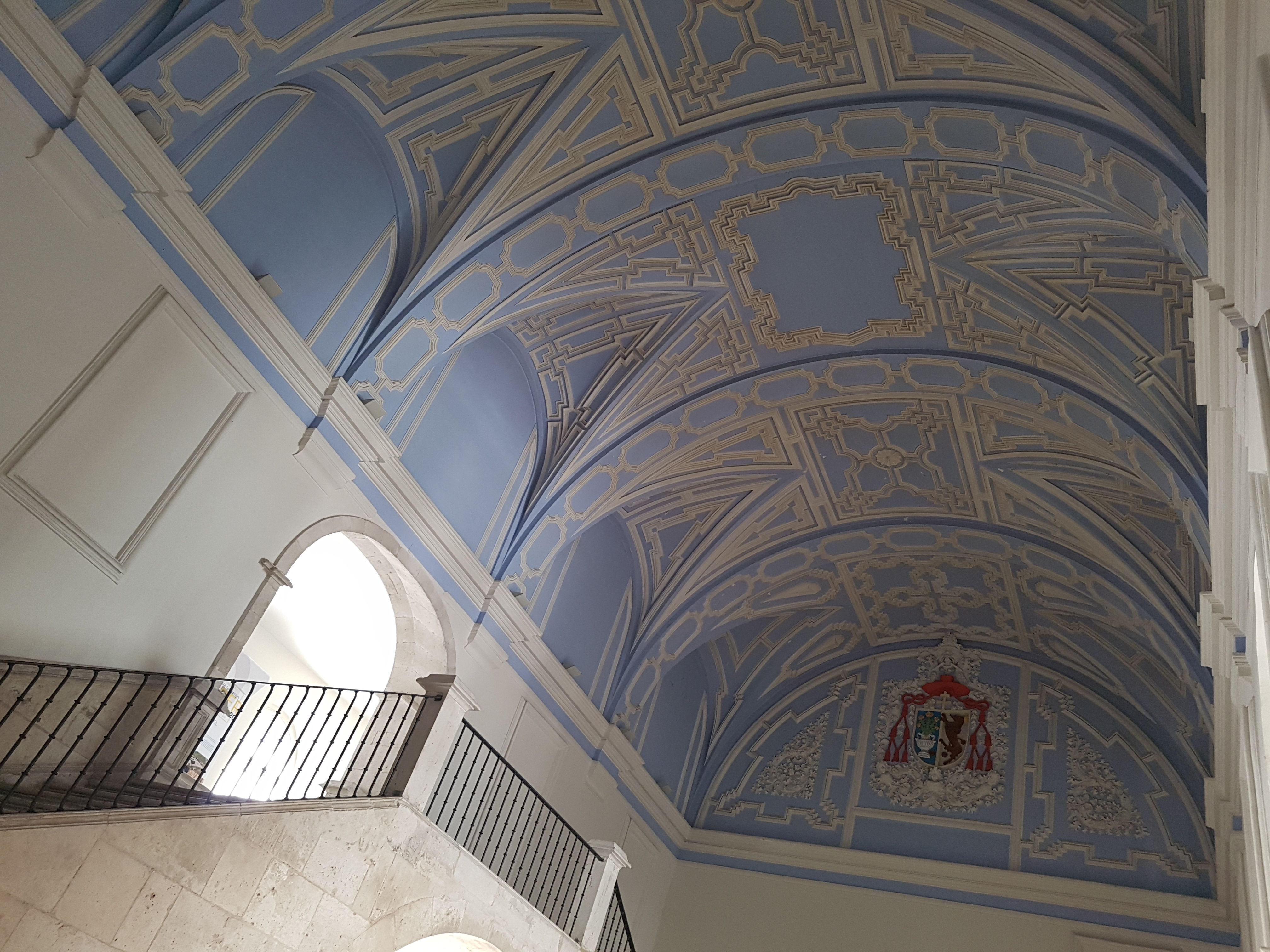
Escalera monumental.

Es uno de los ejemplos monásticos más grandes que se conservan, por ello fue conocido como "El Escorial de Valladolid". La fachada occidental subsiste tal y como fue reformada en 1673. Sobreviven además tres claustros (Claustro de Praves, Claustro de bulas y Claustro Martínez), iglesia, sacristía, sala capitular, gran escalera cubierta con yeserías del siglo XVIII y refectorio. El claustro de Francisco de Praves, toma el nombre del arquitecto real en tiempos de Felipe II, tiene dos pisos y está hecho en piedra con arquerías de medio punto; los otros dos son de ladrillo con base de piedra y también de arcos de medio punto, tienen 3 pisos y se presentan muy modificados. El Claustro de Bulas cuenta como particularidad en sus muros con un reloj de Sol y otro de Luna, lo que ha hecho que este claustro sea conocido también con el sobrenombre de «Claustro del Tiempo». La escalera, con cubierta abovedada, conecta estos dos claustros, mientras el de Praves se encuentra junto a la iglesia. Ésta tiene una fachada sobria que corresponde a la zona más antigua del edificio y junto a ella se encuentra también la Sala de Fray Pío con una magnífica bóveda de cristal de La Granja. El acceso oeste al claustro de Fray Pedro Martínez cuenta con una portada neobarroca en tres alturas añadida en 1726. Fusiona elementos de varios estilos en tres alturas decrecientes. Flanqueada por columnas (además de hornacinas en planta baja) y adornada con volutas, está coronada por el Escudo de los Reyes Católicos, patronos del edificio.

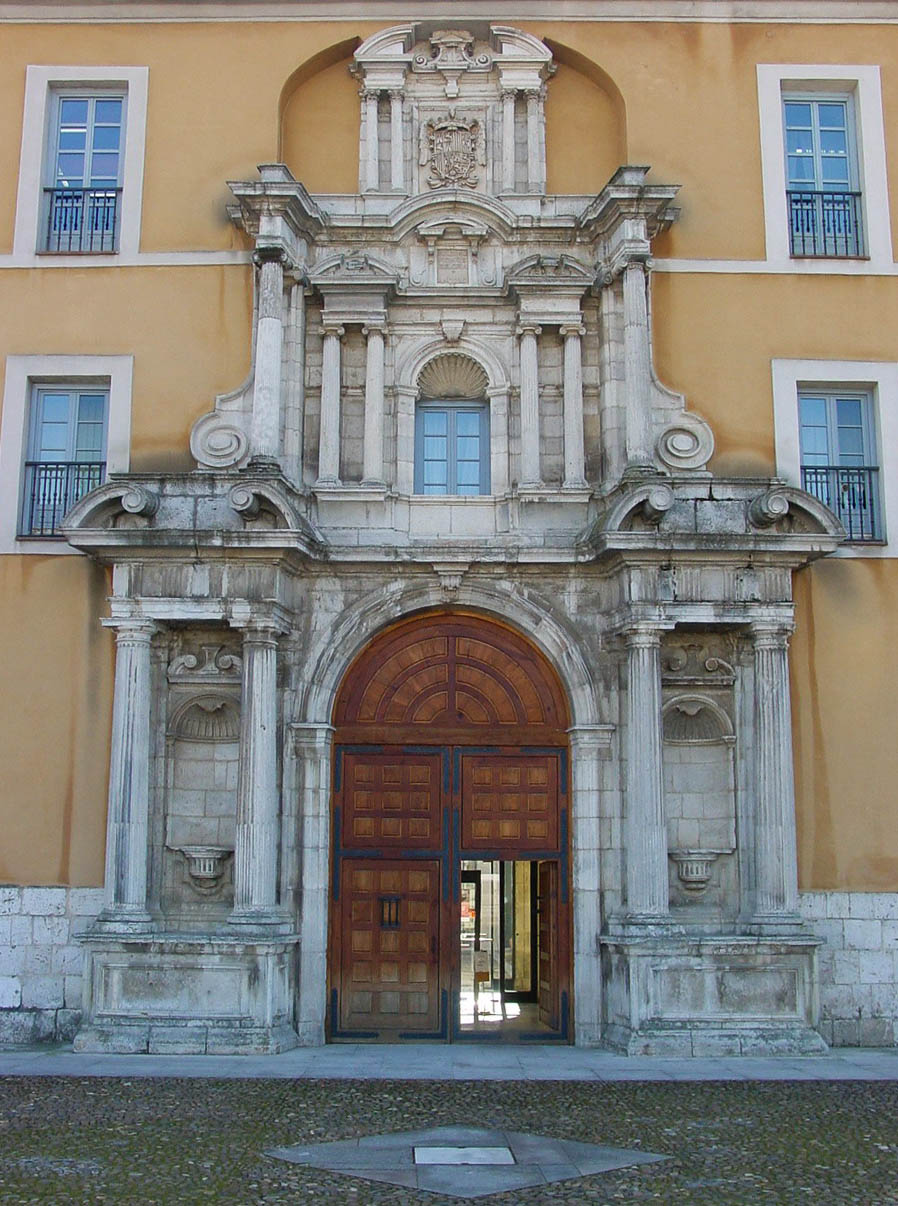
Fachada oeste del Monasterio con su portada.

## Restauración

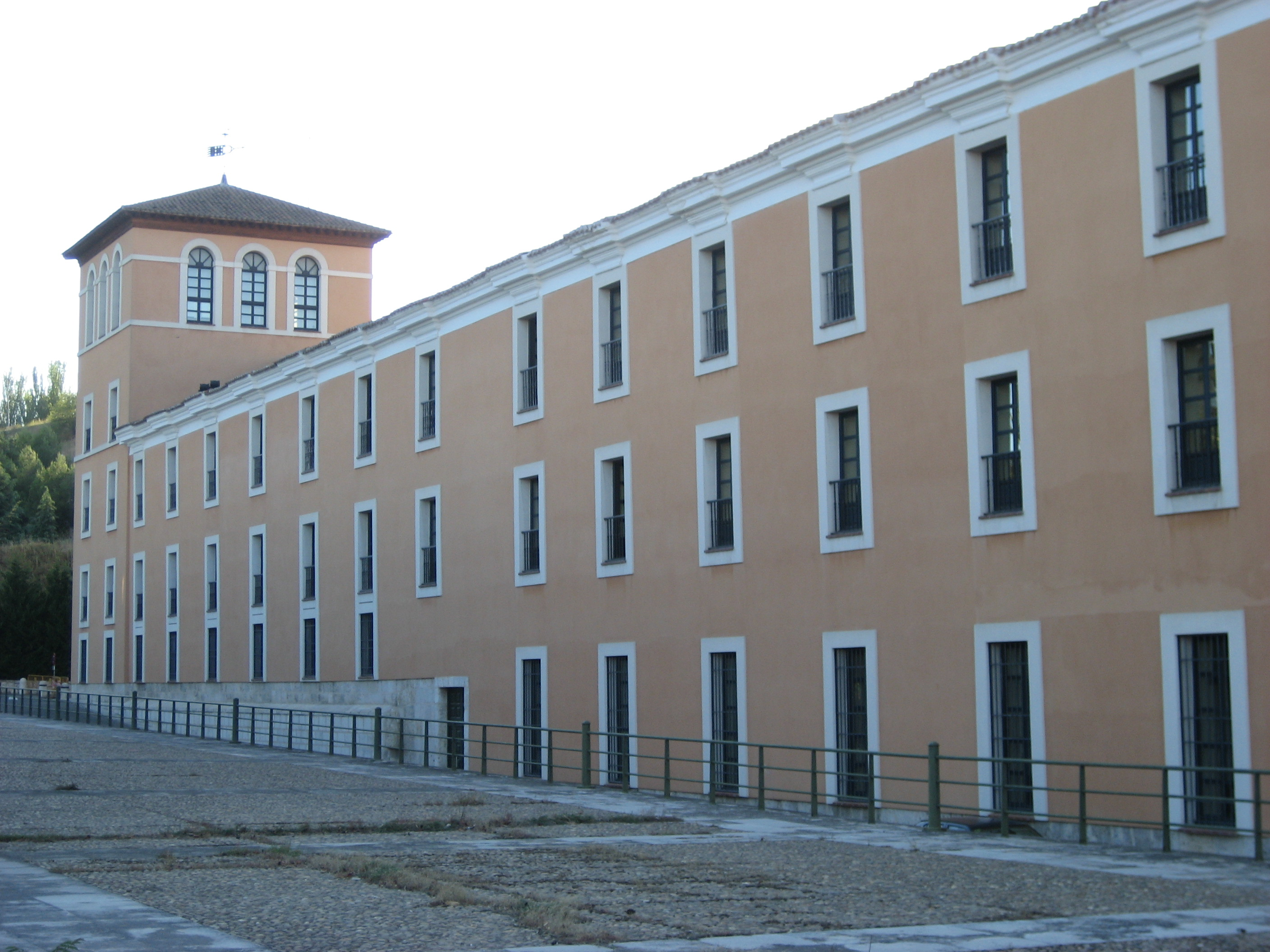
Vista desde otro ángulo del monasterio.

En 1981 la Diputación Provincial de Valladolid, entonces propietaria del inmueble, estableció un convenio de colaboración con el Ministerio de Cultura para acometer la restauración y acondicionamiento para nuevos usos. La ediﬁcación ya se encontraba en un lamentable estado de deterioro, más avanzado aún de lo que cabía esperar ya que, a pesar de su buena presencia, se trataba de una fábrica de marcada pobreza constructiva y en la que la extracción de materiales había producido importantes destrozos. Habían desaparecido casi en su totalidad las carpinterías, cerrajerías y balcones, plomos, conducciones, solados, etc.

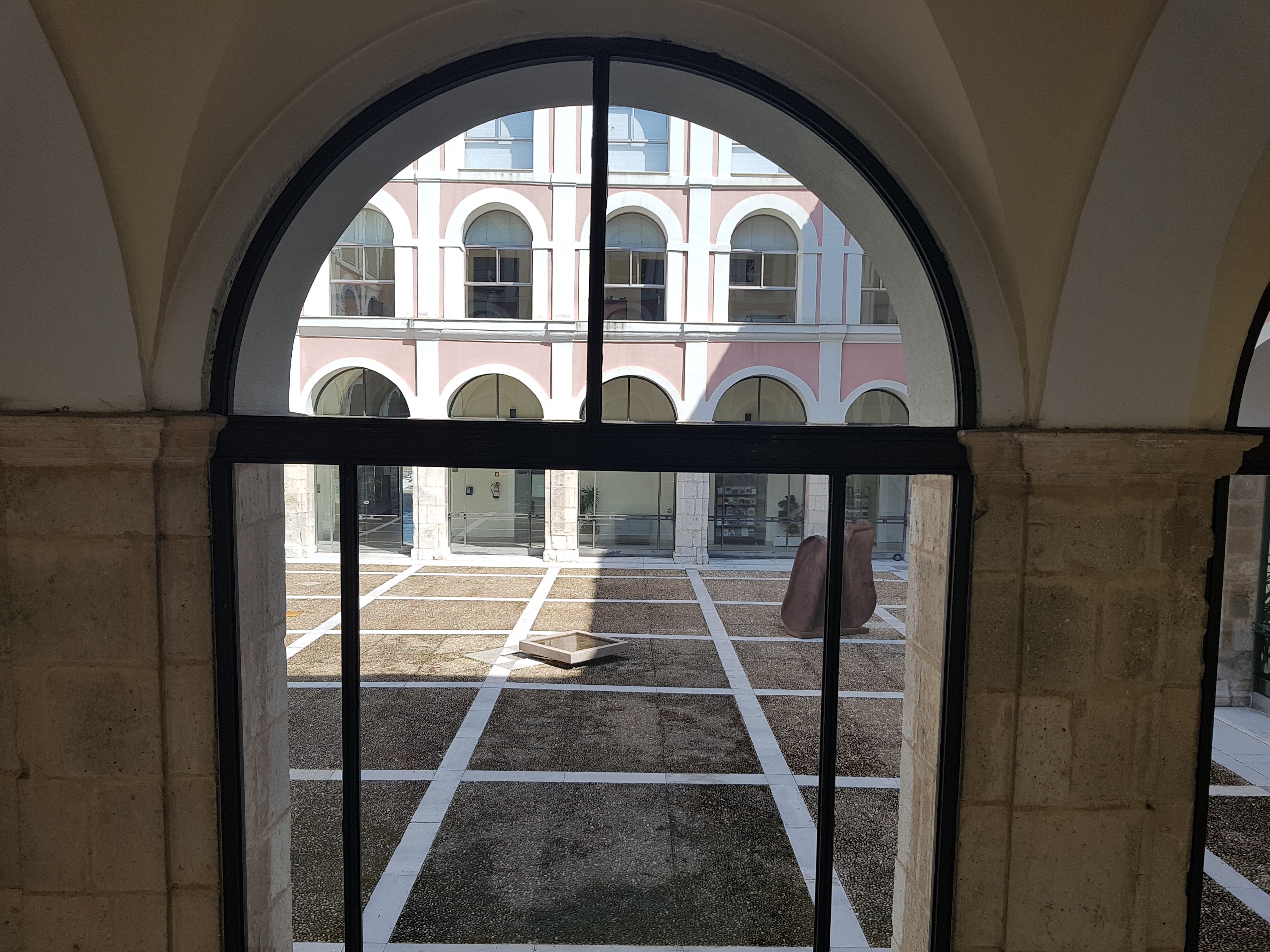
Claustro de Martínez.

Algunas zonas estaban hundidas y otras en peligro inminente de estarlo. Entre las fechas en que se inició la toma de datos, previa al proyecto de restauración y el comienzo de las obras, se produjeron nuevos hundimientos, como es el caso de la bóveda de la gran escalera del claustro llamado de “Praves". Otros desplomes en el claustro de Martínez afectaron a varias arquerías y buena parte de la cubierta. Más tarde se producirían otros en la iglesia y sus anejos.
Por otro lado, su condición, primero de presidio y luego de sanatorio psiquiátrico, no había contribuido precisamente a rodear el Monasterio de una aureola de prestigio o de interés por sus valores artísticos ya que popularmente era conocido en Valladolid como el “Manicomio” y pocos eran los que tenían información de los espléndidos interiores que aquellos muros guardaban.
Finalmente, fue la Diputación la que se hizo cargo de la totalidad de los costos de la restauración en sus siete primeras fases, de las cuales no se realizaron la tercera y quinta.
En diciembre de 1989 los presidentes de la Junta de Castilla y León y de la Diputación Provincial de Valladolid firmaron el acuerdo de cesión del uso del Monasterio al gobierno autonómico.
Los aspectos que comprendía la intervención eran de Consolidación, Restauración, Reconstrucción y Rehabilitación. Los dos primeros imprescindibles para el salvamento y conservación del monumento, en tanto que los dos últimos enfocados hacia su utilización y puesta en funcionamiento.

## Intervención arquitectónica

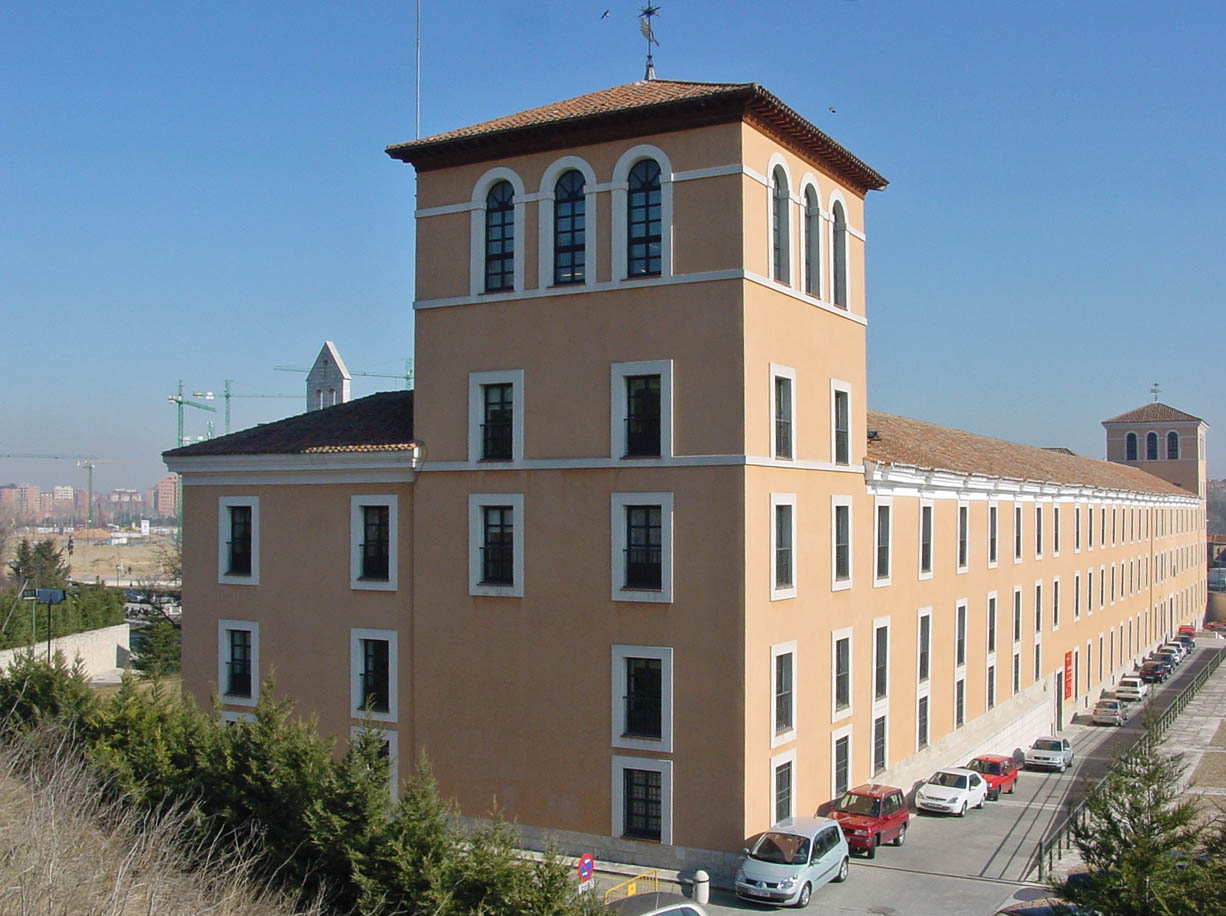
Vista desde otro ángulo del monasterio.

Se puede considerar la existencia de dos campañas constructivas, la primera llevada a cabo por la Diputación Provincial y la segunda por la Junta de Castilla y León. La primera de siete fases, y la segunda de tres.
Desde 1981 a 1995, todas las campañas y fases fueron proyectadas y dirigidas por el equipo técnico formado por el arquitecto Eduardo Navarro Pallares, y los arquitectos colaboradores José Miguel Merino de Cáceres y Juan Antonio Espejel Díez, actuando como aparejador Santiago Hernán Martín. Fue excepción la Fase 7ª realizada por los arquitectos Antonio Salvador Polo y José Luis Villacorta San José.
- 1ª Campaña. Actuación de la Diputación Provincial. 1981-1989: 1ª, 2ª, 4ª y 6ª Fases 1981-1986. Comprendiendo la consolidación total del inmueble con reposición de sus cubiertas. 7ª Fase 1986-1989. Se procedió al acondicionamiento del patio del claustro de Martínez y a la ordenación del exterior, zonas norte y este.
- 2ª Campaña. Actuación de la Junta de Castilla y León 1989-1995. Realizada íntegramente por el equipo técnico mencionado anteriormente.

8ª Fase. Restauración y acondicionamiento del claustro «de Bulas» y sus cuartos. Adecuación y cerramiento de la llamada Sala de «Fray Pío» con una bóveda de grisallas difusora de la luz recreando la decoración de la cercana sacristía, realizada por el vitralista Carlos Muñoz de Pablos. Asimismo se realizó la reconstrucción de la «Torre de la Imprenta», en el ángulo sureste.
9ª Fase. Restauración y adecuación del llamado claustro de «Praves», de sus cuartos y del apéndice. Reconstrucción de la Torre del Consistorio. Ordenación del área sur; construcción del garaje y cuarto de máquinas. Ajardinamiento de la zona.
En junio de 1997, La Real Academia de Bellas Artes de la Purísima Concepción acordó conceder el Premio de Rehabilitación Arquitectónica correspondiente al periodo 1992-1996 al equipo de arquitectos que intervinieron en la restauración del llamado patio de Praves, arquitecto que también era conocido por su traducción en 1625 de los cuatro libros de Andrea Palladio. Como resultado de las campañas arqueológicas, que se realizaron en el patio de Praves, se descubrieron los niveles originales, con lo que se recuperaron las proporciones armónicas del orden dórico de planta baja.
10.ª Fase. Restauración acondicionamiento de la iglesia sus anexos. Ordenación y ajardinamiento del área oeste y norte de la iglesia.
Cabe destacar de entre los hallazgos realizados durante las obras, la aparición de una capilla gótica en la iglesia cegada por un tabique barroco. Asimismo la aparición de una cripta con bóveda de piedra.
El criterio que estuvo presente durante la Restauración a la hora de tomar decisiones, fue la de compaginar la restauración con los nuevos usos de un edificio administrativo y cultural. Mantener un equilibrio entre la restauración de un monumento y el diseño de nuevos elementos adecuados para crear un edificio inteligente de oficinas, sin llamar la atención, ni que se impusieran a la construcción principal del monasterio. En una palabra, llegar a conciliar diseños contemporáneos y una restauración ortodoxa, en un equilibrio entre ser reconocible y pasar desapercibido.